# Бой при монастыре Тынец (1771)
Бой при монастыре Тынец (пол. Tyniec) — одно из сражений во время борьбы России против Барской конфедерации. Отряд русских войск под командованием А. В. Суворова, попытавшийся захватить укрепления вокруг монастыря, был отбит оборонявшими их конфедератами.
Весной 1771 года отряды конфедератов, сосредоточившись в городках староства Ланцкорона, предпринимали все более смелые действия в отношении Кракова, занятого русскими. Был захвачен монастырь в Тынце. В Кшемёнках под Краковом и в Бобреке для защиты переправы через реку Вислу у Освенцима были построены редуты.
30 апреля полковник Шарль Дюмурье, прибывший из Франции и попытавшийся возглавить отряды конфедератов, осмотрел окрестности Кракова и приказал укрепить монастырь Тынец, расположенный на известняковой скале на южном берегу Вислы выше Кракова, чтобы оттуда осуществлять дальнейшие действия. На запад и на юг от монастыря тянулось болото с узкими гатями, которые можно было обстреливать с возведенного редута; на горе с восточной стороны был построен другой редут с палисадом из колючего терновника и тремя рядами волчьих ям, вооруженный двумя пушками. В монастыре и в редутах Дюмурье разместил гарнизон из 400 человек пехоты, состоявший в основном из австрийских дезертиров, и 400 кавалерии под командованием Михала Валевского. Имея Тынец и еще четыре других укрепленных пункта вокруг Кракова, Дюмурье рассчитывал, что русским войскам будет нелегко выбить оттуда конфедератов, действия которых вызвали панику у коменданта Кракова подполковника Эбшелвица и заставили командующего российскими войсками на западе Польши генерал-поручика Веймарна быстро реагировать.
Получив приказ Веймарна идти к Кракову, 13 мая Суворов выступил из Люблина с 1600 человек. По пути он переправился через Вислу у Сандомира, разбил несколько групп конфедератов, присоединил двухтысячный отряд И. Г. Древича и, прикрываясь течением Вислы от находившихся на южном берегу отрядов противника, подошел к Кракову, застав конфедератов врасплох. Расположившись в деревнях, те спокойно спали, лошади были расседланы, никто не подозревал о близости российских войск. Исправив мост в Кракове и перейдя по нему в ночь с 19 на 20 мая, Суворов сбил Юзефа Мянчинского с Кшемёнской позиции и занял Скавину.
9 (20) мая утром Суворов двинулся из Скавины на Тынец, к которому подошёл и расположил свой отряд в линию фронтом к монастырю и тылом к деревне Тынец. Штурмовые колонны возглавили полковники Древич и Шепелев. Вначале Суворов приказал атаковать кладбище и восточный редут силами четырёх рот пехоты и трёх эскадронов карабинеров. Карабинеры ворвались в редут, но были оттуда выбиты конфедератами. Суворов приказал взять редут вторично. Три пехотные роты от кладбища вместе с тремя эскадронами карабинеров во второй раз взяли редут, но неприятель выбил их снова.
Опасаясь потерять много людей и времени, Суворов удержался от продолжения атак и двинулся к Кальварии под огнем выстроившихся на высотах при редуте конфедератов.
Согласно донесения Суворова Веймарну от 10 (21) мая под Тынцом русские потеряли 30 человек убитыми и 60 ранеными; конфедераты — около 70 пленными и более 100 убитыми; кроме того из тынецкого редута было взято две чугунные пушки.
Отдохнув всего один день, русский полководец двинулся в Ланцкорону, чтобы там дать бой основной армии конфедерации. Тем временем Валевский вырвался из Тынца и во главе нескольких десятков кавалеристов также устремился к Ланцкороне.